# Birinşi Lïga 2000
La Birinşi Lïga 2000 è stata l'8ª edizione della seconda serie del campionato kazako di calcio.

## Stagione

### Novità
Nella precedente stagione, Dinamo Š'ìmkent e Keden Şımkent avevano ottenuto la promozione in massima serie, ma si sono ambedue sciolte al termine del campionato Dalla Qazaqstan Top Division 1999 non vi è stata alcuna retrocessione, in quanto sia Jetisý che Aqmola sono state ripescate. 
L'Aktaý ha cambiato denominazione in Mańǵystaý.
Le seguenti nuove società hanno preso parte al campionato: Traktor Pavlodar, Aqtóbe-Lento, Aq Jaıyq, Ferro Aqtóbe.
Kókshe, RGShO e Ispat non si sono iscritte a questa edizione del campionato.

### Formula
Il campionato è suddiviso in due fasi: la prima fase è composta da una sezione nord (composta da un girone di cinque squadre) e una sezione sud composta da sole due sfidanti. Le prime tre classificate della sezione nord, più la vincente della doppia sfida della sezione sud, accederanno al girone finale. Le prime due classificate di tale girone saranno promosse in Qazaqstan Top Division 2001.

## Prima fase

### Sezione Nord
|  | Pos. | Squadra      | Pt | G | V | N | P | GF | GS | DR  |
|  | ---- | ------------ | -- | - | - | - | - | -- | -- | --- |
|  | 1.   | Aqtóbe-Lento | 18 | 8 | 6 | 0 | 2 | 16 | 5  | +11 |
|  | 2.   | Aq Jaıyq     | 18 | 8 | 6 | 0 | 2 | 17 | 8  | +9  |
|  | 3.   | Mańǵystaý    | 16 | 8 | 5 | 1 | 2 | 19 | 9  | +10 |
|  | 4.   | Batys        | 4  | 8 | 1 | 1 | 6 | 3  | 17 | -14 |
|  | 5.   | Ferro Aqtóbe | 1  | 8 | 0 | 1 | 7 | 7  | 23 | -16 |

Legenda:
      Ammessa alla fase finale
Note:
Tre punti a vittoria, uno a pareggio, zero a sconfitta.

### Sezione Sud
| Squadra 1       | Totale | Squadra 2        | Andata | Ritorno |
| --------------- | ------ | ---------------- | ------ | ------- |
| Nasha Kompanııa | 8 – 5  | Traktor Pavlodar | 3 – 2  | 5 – 3   |

### Fase finale
|  | Pos. | Squadra         | Pt | G | V | N | P | GF | GS | DR |
|  | ---- | --------------- | -- | - | - | - | - | -- | -- | -- |
|  | 1.   | Aqtóbe-Lento    | 6  | 3 | 2 | 0 | 1 | 4  | 1  | +3 |
|  | 2.   | Mańǵystaý       | 5  | 3 | 1 | 2 | 0 | 1  | 0  | +1 |
|  | 3.   | Nasha Kompanııa | 4  | 3 | 1 | 1 | 1 | 3  | 4  | -1 |
|  | 4.   | Aq Jaıyq        | 1  | 3 | 0 | 1 | 2 | 2  | 5  | -3 |

Legenda:
      Promossa in Qazaqstan Top Division 2001
Note:
Tre punti a vittoria, uno a pareggio, zero a sconfitta.